# Thomas Lahrs
Thomas Lahrs (* 27. Januar 1972) ist ein ehemaliger deutscher Basketballspieler.

## Laufbahn
Der aus Bremerhaven stammende Lahrs ging 1990 in die Vereinigten Staaten, weilte als Schüler ein Jahr an der Brunswick Senior High School in Lawrenceville im Bundesstaat Virginia sowie anschließend an der Fort Union Military Academy. Er studierte im selben Land an der University of Pittsburgh at Johnstown und gehörte als 2,03 Meter großer Innenspieler der dortigen Basketballhochschulmannschaft an. Lahrs wurde Kapitän der Mannschaft.
Er wechselte zu Forbo Paderborn, spielte mit den Ostwestfalen in der Saison 1994/95 in der Basketball-Bundesliga. Im Verlauf der Spielzeit war er an einem Überraschungserfolg Paderborns gegen Alba Berlin beteiligt, als man die favorisierten Hauptstädter mit 88:78 bezwang und damit den ersten Heimsieg in der höchsten deutschen Spielklasse errang. Lahrs und seine Paderborner Mannschaftskameraden mussten am Ende der Saison 94/95 jedoch den Bundesliga-Abstieg hinnehmen.
1996 wechselte Lahrs zur BSG Bremerhaven in die 2. Regionalliga. In der Saison 1998/1999 gewann er mit Bremerhaven den Meistertitel in der 1. Regionalliga Nord sowie den Bremer Landespokal und spielte mit Bremerhaven 1999/2000 dann in der 2. Basketball-Bundesliga. 2000/2001 war er als Assistenztrainer der Mannschaft tätig. Nach dem sechsten Spieltag der Saison 2000/2001 trennte sich die BSG von Cheftrainer Bernie Miller, woraufhin Lahrs im Gespann mit Viktor Frick das Amt vorübergehend bis Januar 2001 übernahm, ehe Šarūnas Sakalauskas neuer Trainer wurde.
Beruflich wurde Lahrs im Baugewerbe tätig, 2004 übernahm er die Geschäftsführung eines Bremerhavener Unternehmens für Spezialtiefbau.